# أنجيلو جوزيف روسي
أنجيلو جوزيف روسي (بالإنجليزية: Angelo Joseph Rossi) هو سياسي أمريكي، ولد في 22 يناير 1878 في الولايات المتحدة، وتوفي في 5 أبريل 1948 في نفس البلد. حزبياً، نشط في الحزب الجمهوري. وقد انتخب عمدة سان فرانسيسكو ‏ (7 يناير 1931 – 8 يناير 1944).